# Brno dolní nádraží
Brno dolni nádraží (deutsch „Brünn unterer Bahnhof“) ist ein Bahnhof in der tschechischen Stadt Brünn unter der Adresse Rosická 505/1a. Erbaut wurde er ursprünglich als Ausgangspunkt der Brünn-Rossitzer Eisenbahn („Rossitzer Bahnhof“).

## Geschichte
Bereits 1839 durch den Bau der Kaiser Ferdinands-Nordbahn erhielt Brünn seinen ersten Bahnhof, auch Nordbahnhof genannt. Den zweiten Bahnhof bekam die Stadt 1849 in Zusammenhang mit dem Bau der k.k. Nördlichen Staatsbahn von Brünn nach Böhmisch Trübau (Česká Třebová). Dieser Bahnhof wurde als Gemeinschaftsbahnhof mit der KFNB errichtet.
Als dritter Bahnhof kam 1856 der Rossitzer Bahnhof (heute Brno dolní nádraží/Brünn Unterer Bahnhof) am Ende der Dornrössel-Gasse (ulica Trnitá) im Ortsteil Trnitá dazu. Dort begann die Strecke der Brünn-Rossitzer Eisenbahn über Strelitz (Střelice) nach Segen Gottes (heute Zastávka) mit seinen Steinkohlengruben.
Als 1870 die Strecke von Strelitz nach Grusbach (Hrušovany nad Jevišovkou) eröffnet und damit die Verbindung an die Ostbahn hergestellt war, wurde die Strecke nicht in Ober-Gerspitz (Horní Heršpice), sondern durch den Rossitzer Bahnhof über eine Verbindung zum Staatsbahnhof durchgebunden. Die Anbindung wurde auf einem hohen Damm geführt und mündete in den Bahnhof der StEG (Staatsbahnhof). Der Rossitzer Bahnhof wurde im gleichen Zug in einen Güterbahnhof umgewandelt und 1877 die Brünn-Rossitzer Eisenbahn von der StEG vollständig übernommen.
Zwischen 1883 und 1888 wurde die Strecke zum Vlarapass (Brno–Vlárský průsmyk) erbaut. Dabei wurde auch eine Verbindungskurve von dieser Staatsbahnstrecke über Židenice an die Strecke nach Böhmisch Trübau und weiter nach Prag eingerichtet. Ebenfalls 1886 erfolgte die Verlängerung der Strecke von Segen Gottes (Zastávka) nach Iglau (Jihlava) mit Anschluss an die Österreichische Nordwestbahn. Somit führte nun diese Bahn aus Iglau kommend über Strelitz (Střelice) zum Rossitzer Bahnhof. Bereits 1870 hatte die priv. Österreichisch-ungarischen Staatseisenbahngesellschaft den Abschnitt Strelitz-Brünn der Brünn-Rossitzer Eisenbahn gepachtet und die BRE 1877 endgültig übernommen. Der Verkehr fand damit vollständig auf Gleisen der priv. Österreichisch-ungarischen Staatseisenbahngesellschaft statt. Vom Rossitzer Bahnhof konnte über oben genannte Verbindung der Staatsbahnhof erreicht oder über Czernowitz direkt nach Wlarapass gefahren werden.
1885 erfolgte die Eröffnung der Staatsbahn-Strecke Brünn-Tischnowitz (Brno–Tišnov). Diese mündet von Tischnowitz kommend an der Zwitta (Svitava) in die Strecke von Böhmisch Trübau (Česká Třebová) und erreichte so den Staatsbahnhof. 1890 wurde die Strecke entlang der Zwitta bis zur Strecke Brno–Vlárský průsmyk (Wlarapass) verlängert und erreichte so vor allem für den Güterverkehr auch den Rossitzer Bahnhof (Anbindung heute nicht mehr vorhanden). Nachdem 1898 die Lokalbahn Deutschbrod–Saar (Německý Brod–Žďár) eröffnet und 1905 durch diese auch die Lücke zwischen Žďár–Tišnov geschlossen worden war, konnte Německý Brod (Deutsch Brod), heute Havlíčkův Brod, von Brünn aus durchgängig erreicht werden.
Seit dem Bahnhofsumbau 1902–1905 und der Verstaatlichung 1908 nannte sich der Nord- bzw. Staatsbahnhof Hauptbahnhof („hlavní nádraží“) und der Rossitzer Bahnhof „Unterer Bahnhof“ („dolní nádraží“). In der aufgeführten Literatur wurde der Hauptbahnhof zuweilen auch „Oberer“, der Rossitzer Bahnhof „Unterer“ genannt.
1927 wurde eine große Verbindungskurve, ausgehend vom Nordbahnhof nach Süden über Komarov hin zur Wlarapass-Strecke bei Černovice gebaut, so dass nun alle Strecken ohne Probleme im Hauptbahnhof beginnen oder enden können.
1953 fand eine Neutrassierung der Strecke Brno–Tišnov im Zuge des Neubaus der zweigleisigen Hauptbahn Brno–Havlíčkův Brod statt. Sie führt nun nicht mehr durchs Stadtgebiet von Zábrdovice und Husovice nach Královo Pole, sondern wird mit der Strecke Brno–Česká Třebová geführt, die wiederum selbst im Bereich Brno-Maloměřice neu trassiert wurde. Nach Brno-Maloměřice schwenkt dann die Trasse in großem Bogen nach Westen und mündet in Královo Pole auf die alte Trasse. Der Abschnitt Havlíčkův Brod–Žďár nad Sázavou wurde im gleichen Jahr aufgegeben.
Die direkte Anbindung des Rossitzer Bahnhofs zum ehem. Staatsbahnhof ist heute nicht mehr vorhanden und zum Teil überbaut. Sie wurde 1970 abgerissen. Ein kleiner Teil blieb jedoch beim Bau des Einkaufszentrums Vaňkovka erhalten.

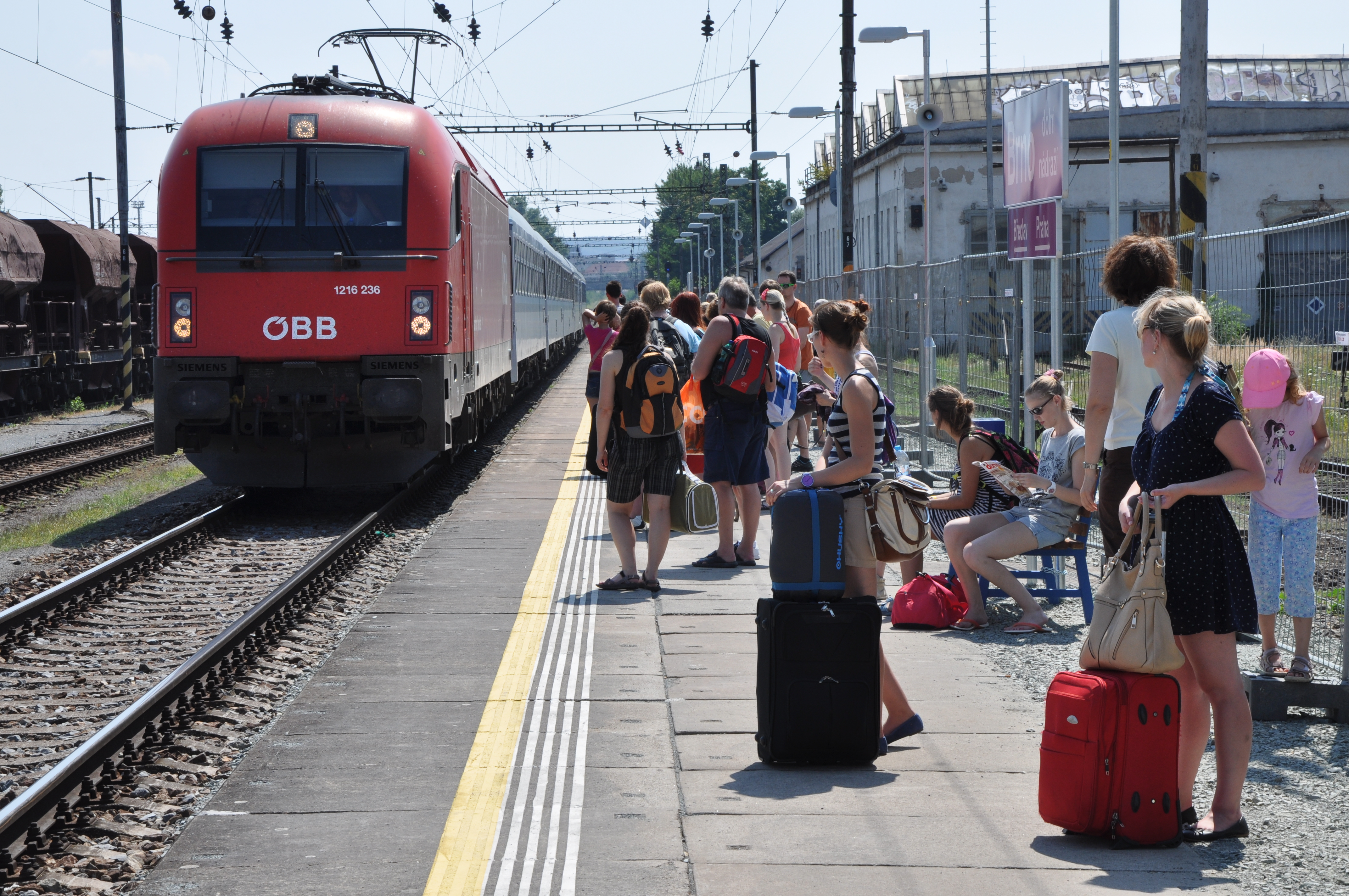
Behelfsbahnsteige im Juli 2013

Zwischen dem 13. Juli und 11. August 2013 hielten nach über 140 Jahren wieder Reisezüge in Brno dolni nádraží. Begründet war das in einer Sperrung der Bahnstrecke Brno–Česká Třebová zwischen Brno hlavní nádraží und Brno-Židenice aufgrund von Brückenerneuerungsarbeiten. Während dieser Zeit wurden die Eurocity- und Express-Züge zwischen Břeclav und Prag und die Personenzüge der Linie S3 über Brno dolni nádraží umgeleitet. Für diesen Zweck wurde ein Behelfsbahnsteig errichtet.
Von 3. Juni bis 10. September 2017 hielten auf Grund von Bauarbeiten wieder Reisezüge in Brno dolni nádraži.
Da der Hauptbahnhof in Brünn (Brno hlavní nádraží) das ganze Jahr 2019 für alle Fernzüge nicht durchfahrbar war, hielten die Züge stattdessen von Dezember 2018 bis Dezember 2019 wieder im Bahnhof Brno dolní nádraží.
Im Juni 2024 genehmigte das tschechische Verkehrsministerium den Neubau des Brünner Hauptbahnhofes auf dem Areal. Die Realisierung ist zwischen 2028 und 2035 vorgesehen.

## Beschreibung
Der Bahnhof verfügt über 3 Bahnsteigkanten für den Personenverkehr, Ticketschalter, elektronische Anzeigetafeln und einen Personendurchgang vom Hausbahnsteig 1 zu den Bahnsteigen 2 und 3. Er besteht außer den Gleisanlagen aus Gebäuden verschiedener Epochen, wovon einige teilweise dem Verfall preisgegeben sind.